# 志々雄真実
志々雄 真実（ししお まこと）は、和月伸宏の漫画『るろうに剣心 -明治剣客浪漫譚-』、およびその派生作品に登場する架空の人物。
作品中盤の「京都編」における最大の悪役であり、主人公・緋村剣心（人斬り抜刀斎）を最も苦しめた敵の一人。原作者の和月伸宏が一番気に入っているキャラクターであり、「自身が思い描く悪の美学の集大成」であると語っている。本編開始の1年前を描いた外伝漫画『炎を統べる -るろうに剣心・裏幕-』では主人公を務める。

## プロフィール
- 身長：170cm
- 体重：59kg
- 生年月：1848年（嘉永元年）8月
- 星座：獅子座
- 出身地：京都府（新京都編では新月村）
- 血液型：O
- 好きな言葉：弱肉強食
- 嫌いな者：弱者
- 趣味：湯治
- 流派：我流

## 人物
明治政府打倒と日本征服をもくろむ一大兵団「志々雄一派」の指導者。一人称は「俺」。「弱肉強食」を信念にしており、弱者を糧にした真の強者が生き残る修羅の世界を志向している。作中で自身を「極悪人」「何の迷いもなく黒をとる」と語るなど、その存在と行いが悪であるとの自覚がある。ただし、自身が征服したあとの日本を自分の手で強国にすることが自身の「正義」とも信じている。
幕末期は長州派維新志士として活動し、遊撃剣士に転身した剣心から影の人斬り役（暗殺稼業）を引き継いだ。なお、当時は剣心と直接の面識はなく、新月村での邂逅が2人の初対面となる。剣の腕と頭の切れは剣心と互角と評された実力者だが、底知れない野心を味方に危険視され、混乱に乗じて奇襲されたあげく、体に油をかけられ焼殺された。しかし、全身を焼かれながらも辛うじて生き延びており、以降は十年をかけて特攻部隊「十本刀」を中心とする兵隊や、大型甲鉄艦「煉獄」に代表される最新兵器を保有する一大組織を創り上げた。明治政府側からは暗殺されかけた恨みによる復讐が目的であると予想されていたが、実際は「信じれば裏切られる、油断すれば殺される」という教訓が得られたとして感謝していると剣心に語り、「強い自身が弱い明治政府を倒す」という弱肉強食の摂理に従って行動している。
維新志士時代は長髪を後ろに束ねたオールバックの髪型だったが、全身火傷を負ってからは包帯を全身に巻いたミイラのような姿となる。服装も独特で、片肌脱ぎに着崩した藍染の着流しに、革手袋と革靴という様相をしている。この片肌脱ぎは志士時代からの戦闘スタイルであり、『炎を統べる』の冒頭絵ではすでに革手袋も
着用していた。暗殺されかけたときに頭部に不意打ちを受けた経験から、頭の包帯の下に奇襲対策の鉢金を仕込んでおり、斎藤の牙突による奇襲をこれで防ぐ。くつろぐ場面などでは、よく煙管をくわえて喫煙している。
全身火傷により発汗機能は、ほぼ死滅。それが原因で自力の体温調節ができなくなり、常時人間離れした高熱を帯びている。部下の方治いわく、志々雄の体内には内燃機関に近いものが備わっており、高温になればなるほどその力は増していくと推測していた。外見以上の怪力を誇り、“一撃必倒”と言われている相楽左之助の「二重の極み」を右拳が万全ではなかったとはいえ直撃させても倒れるどころか不敵な笑みを浮かべ、左之助を拳による一撃で気絶させた。アニメではその前に片手で左拳を握りつぶし、一撃で本人いわくあばら骨の5～6本を折っている。身体から放つ剣気の昂ぶりは、周囲の巨大な炎さえも影響を受けるほど絶大なものである。戦闘可能な時間は15分間と医師から判定されており、その時間内で動きを止めれば、わずかに残った発汗機能で体温が保持できるが、越せば徐々に上昇し続けて、歯止めは不可能になる。作中では限界時間を越えて戦闘した結果、身体の自然発火現象を起こす。相手の技を見切ることにも長けており、龍翔閃・牙突零式・回天剣舞六連といった技を簡単に防いで見せた。
口調は粗野だが、剣心を「先輩」とも呼称するなど他者との対話において丁寧な表現も使い、知性と教養を示唆する言動が多い。雑兵たちには「真の自由と平等の時代を創るため」と伝え、熱狂的な支持を受けている。性格は冷酷非道で弱者にも容赦しない一方で、強者や覚悟を決めた者などには敵味方を問わず敬意も払う。また、弱者であっても見所のある者や、不遇な過去を切り捨てて自分を信じて慕う者などには配慮を行う。目的達成のためには、他者を捨て駒とすることも厭わない。ただし、卑劣な手段は使わない。反対に四乃森蒼紫のような誰とも相容れず孤高に生きる者は必要ないと語っている。
彼の志向した社会とは、「弱肉強食」という徹底した自然淘汰による優者必勝社会である。劇中に登場する新月村は飢餓と恐怖が満ち、死体が散乱し村が荒廃するという地獄絵図のような惨状で、作者いわく志々雄に支配された日本の縮図とのこと。しかし、彼の死後の日本は「富国強兵」政策の下に彼の目指した弱肉強食の国へと迷走を始める。

### デザイン
人物像のモデルは、新選組筆頭局長芹沢鴨。包帯姿の大本のモデルは映画『犬神家の一族』の青沼静馬。元々は青沼静馬と同様、人面のラバーマスクをかぶったキャラクターにするつもりだったが、白黒漫画ではマスクの質感が出しにくく、痛々しさも伝わりにくいという理由で、包帯に変更となった。
火傷前の外見のモデルは格闘ゲーム『サムライスピリッツ』の牙神幻十郎。作者は元々志々雄の過去の姿は出さないつもりだったためデザインは考えていなかったが、結局京都編の序盤で志々雄の過去の姿を登場させることになり、牙神そっくりになった。
和月が発表した『エンバーミング-DEAD BODY and LOVER-』にて、人物像の一部がジョン・ドゥに反映された。また同じく和月の作品である『武装錬金』では、武藤まひろが津村斗貴子の顔に包帯を巻いた際、1コマだけ包帯の巻き方が志々雄と同じになっているお遊び的な描写がある。
完全版14巻におけるキャラクターリファイン企画「剣心再筆」では、リファインではなく黒南蛮鉄の蛇腹状の胴当や、鬼をイメージした鉢金を着用した最終決戦用の服装が描かれている。ただし無限刃と秘剣の設定は一部変更された。戊辰戦争に参加していないため、陣羽織を着てみたかったという理由で着用するなど気ままな一面を見せる。
実写映画版ではラバー素材の全身スーツを着て目と口の周りに火傷のメイクをするという形で容姿が再現されている。
演者の藤原も完成度の高さは評価していたものの、実際に着てみると体に密着するため暑い上に動きづらく、メイクのせいで食事ができず脱がないとトイレにも行けない等着心地は最悪であり、そんな状態で殺陣を演じなければいけないため苦労は並大抵ではなかったという。
藤原は取材に対し「志々雄を演じられたのは光栄だが、あのスーツだけは二度と着るかと思った」と述べている。
出典：https://mdpr.jp/interview/detail/1396483

## 作中の動向
神谷道場での剣心と斎藤一の死闘の場を仲裁した大久保利通から初めてその存在が語られ、配下の阿武隈四入道を差し向けて四乃森蒼紫の実力を影から観察していた本人が初めて登場する。湯治のため逗留していた新月村で初めて剣心や斎藤と邂逅するが、「不殺（ころさず）」を貫く剣心の実力に失望し、戦わずにその場を去る。
十本刀の集結後は京都大火を隠れ蓑に大阪湾に向い、密かに調達していた煉獄で東京への直接侵攻を画策。しかし、これを察知した剣心たちに阻止され、煉獄撃沈と京都大火失敗という二重の痛手をこうむる。この失敗を機に志々雄は剣心たちの完全排除を決意し、アジトで剣心たちとの決闘に臨む。
全員が手負いとはいえ、剣心、斎藤、左之助と立て続けに戦い三者全員失神に追い込み、遅れて参じた蒼紫も容易く退ける。限界を超えて復活・覚醒した剣心との第2戦では紅蓮腕の一瞬の隙を突かれ、龍槌翔閃、龍巻閃凩・旋・嵐を食らうも一撃を返し、直後に九頭龍閃を全撃受けるがものともせずに復活する。最終局面の奥義の打ち合いでは、宗次郎がもたらした事前情報により剣心の天駆ける動きで天翔龍閃の発動を察知して捌き、終の秘剣「火産霊神」を放とうとするも、天翔龍閃の二撃目を避けきれずについに地に伏せる。自身を庇うために割って入った由美ごと剣心の腹を突き刺し、互角の状況に持ち込む。血液が蒸発するほどに体熱が高まりながらもなおその剣気は衰えず、剣心に最後の一撃を入れようとした瞬間（アニメ版では、周囲の岩盤が吹き飛ぶほどの斬撃を剣心が受け止め、鍔迫り合いを行った直後）人体発火を引き起こし、業火に包まれながも狂気の高笑いを揚げ、由美の遺体と共に消滅する。戦闘時間30分以上（由美の懐中時計）。
死後は地獄に落ちるも、駒形由美と佐渡島方治を従えて閻魔相手に地獄の国盗りを行うと宣言し、高笑いを揚げながら本編から退場する。剣心との戦いについては「時代が俺を恐れて奴（剣心）に力を貸した」として負けたとは一片も思っておらず、「ここ（地獄）には悪人しかない」と楽しげに語る。
人誅編では、雪代縁によって生き地獄に落とされ、落人村に身を落とした剣心の夢の中に現れる。剣心は「地獄からの迎え」と思ったが、志々雄は「お前を嘲笑いに来ただけ」と述べた後に「地獄に連れて行っても良いが、その代わり、自分のこれまでの全てを否定しろ」と告げている。
本作品の後日談である『明日郎 前科アリ（異聞）』では、明日郎の見た彼自身の過去を再現した夢の中に登場。入浴中に自身らのアジトに侵入した明日郎によって食糧を食い尽くされる。しかし、その態度を気に入って明日郎を一派に引き入れ、「俺の十一本目の刀になれる位に、弱肉強食の中を這い上がり強くなって見せろ」と檄を飛ばした。
のちに発売された公式ガイドブック『剣心華伝』において「不殺の制約のために剣心は志々雄を倒せなかったのでは?」という旨の質問に対し和月は「ああ、なるほど（笑）。ただ、志々雄には剣心は勝てないだろうということで表向きは引き分けにして、イメージとしては剣心の負けということにしたんです。と、いうか剣心の負けではなく志々雄の「勝ち逃げ」なんですよね。自分自身、志々雄に入れ込んでしまったので、全編通して最強のキャラになっちゃいました（笑）。だからどうしても剣心に殺させることができなかったというのがありましたね」と述べ、これを否定した。OVA『新京都編』では原作同様に斎藤の牙突零式を鉢金で防いだがダメージが蓄積しており剣心の柄打ちが直撃した際に頭が真っ二つに割れ、結果的に死に追いやってしまっている。作中では斎藤が「生き残った者の勝ち」とも述べ、それに感化された方治は「全員死ねば勝者はいない」という考えの元、剣心たちを道連れにしようとした。
小説『るろうに剣心 銀幕草紙変』では最後に武田観柳の取引先として名前が出てくる。
外伝漫画『炎を統べる -るろうに剣心・裏幕-』では本編開始の一年前にあたる話が描かれている。本格的に行動を起こすにあたり十本刀全員の招集を指示。舞台を新吉原に選び、遊郭「赤猫楼」に逗留する。駒形由美との出会い、十本刀の初陣、煉獄購入の経緯が描かれている。こちらでは煉獄の元の名前はPurugato-rium〈プルガート・リウム〉と雪代縁から語られている。派生小説『その翳、離れがたく繋ぎとめるもの』では、宗次郎と出会ってのち「化け物狩り」と称して色々な場所で強者たちと戦ってまわり、後に十本刀となる仲間を集めていたことなどが明らかとなった。
実写映画版では、剣心を嫌味を込めて終始「先輩」と呼び、原作のように「抜刀斎」とはほとんど呼ばなかった。戦闘でも全員が手負いだったとはいえ剣心を圧倒した他、斎藤の牙突も完封し、奇襲を仕掛けた蒼紫、左之助らを含めて1対4という一見不利な状況でありながら、まるで苦戦する様子を見せなかった。自身を庇うために割って入った由美ごと剣心の腹を突き刺し、剣心に傷を負わせながらも自身の耐熱限界が迫り吐血してなおも立ち上がるも、最終的には剣心が命懸けで会得した飛天御剣流奥義・天翔龍閃のみが決定打となり、剣心に「お前の勝ちではなく時代がお前を選んだだけだ」と言い残すと身体が限界を迎えて発火を始め、由美の遺体を抱えて笑いながら玉座前で炎に包まれる煉獄と共に海の藻屑と化した。第5作目では原作同様、桂小五郎の口から飯塚の暗殺に差し向けられたことが語られるものの原作と違い名前は語られず、直接登場もしない。

## 無限刃
読みは「むげんじん」。新井赤空作の最終型殺人奇剣にして、剣心の逆刃刀・真打の兄弟刀と言うべき刀。
どんな名刀でも連続使用による刃こぼれで切れ味が鈍っていくことから発想を逆転し、刃を鋸状に一定間隔で刃を敢えてこぼすことで、切れ味をある程度犠牲にする代わりに殺傷力を一定に保っている。赤空作という事で強度も非常に高く、作中唯一天翔竜閃を受け止め切っている。
幕末から剣心の「人斬り」の仕事を引き継いだ志々雄は無限刃で数多の人を斬り、それによって刃に染みこんだ人間の脂肪を大気・刀などとの摩擦で発火させる技術を開発した。初仕事を請け負った時点で使用していることからそれ以前から多くの人間をこの刀で斬り捨てていることがうかがえる。「剣心再筆」では、分厚い鍔と石綿入り柄巻の装飾品が余計な延焼を防ぐ仕組みになっており、鞘には秘剣に用いるための火薬を染み込ませた黒革を巻いている。実写映画版では、鋸歯状になっているのは切っ先から30センチメートルほどのみで、発火する範囲もこの部分だけである。尚、実写映画版では敗北後折れている。
志々雄と共に燃え尽きたと思われていたが、実際には明日郎がアジトが崩壊する中、無我夢中で掴み取っており、明日郎が服役している間は、剣心と刃衛が戦った社に5年間埋められていた。刃と柄は炎で黒ずんで鍔も失われており、ゆがんでいるのか鞘からも抜けない状態だったが、阿爛を侮辱された怒りによって抜ける状態となる。この時は駆けつけた剣心に止められ、その後は明日郎が所有することになった。後の警官隊とのケンカを止めようとした剣心相手に引き抜いている。しかし、明日郎の身を案じた剣心によって封印された。なお、この状態でも焔霊は使用可能。

### 秘剣
無限刃が発火する仕組みを利用した志々雄の我流剣術。
焔霊（ほむらだま）
壱の秘剣（いちのひけん）。無限刃を摩擦熱で着火しながら敵を斬りつけ、斬撃と火の痛みを同時に与える技。発生した火は威嚇や目くらましに使える。当初は切られた箇所（無限刃の刃が触れた箇所）が燃えていたが、剣心との闘い以降（および宇水が自身の両眼を切られた回想の際には）は無限刃の刀身の方が発火している。
実写映画版では主にこの技しか見せておらず技名も言っていない。
紅蓮腕（ぐれんかいな）
弐の秘剣（にのひけん）。相手を手で掴み、手袋の甲部分に仕込んだ火薬を焔霊で点火して爆発させる技。この手袋は爆発の際、志々雄の手には一切ダメージがないように考慮された構造になっている。一度使うと完全に消し飛んでしまうため、使用できるのは手袋両手の分で2回まで。だが別に予備の手袋を懐に携行しており、装着すれば再び使用可能。
斎藤には右肩に貫手で指を突き刺した状態で起爆させた。剣心に一度目は意識を失うほどの大きなダメージを与えたが、二度目は起爆の位置をずらされ自身がダメージを負った。
技のモチーフは格闘ゲーム『サムライスピリッツ』のキャラクター風間火月の必殺技の1つ「大爆殺」。そのままの描写だったため、単行本では作者が『サムライスピリッツ』の制作会社SNKに対して謝罪の意の文を載せている。
「再筆剣心」では、手甲ではなく鞘に巻いた（火薬が染み込まれている）黒革を引きちぎって用い、爆発させる。
実写映画版では、煉獄に積載されていた火薬を手で掴み、それを敵に押し付けながら焔霊で着火させる。技名は発言していない。
火産霊神（カグヅチ）
終の秘剣（ついのひけん）。鍔元から切先に至る無限刃の刀身全体を鞘の鯉口にこすり付け、巨大な竜巻状の炎で刀身全体を発火させた無限刃で力任せに斬りつけ相手の絶命を狙う技。志々雄最強の奥の手であり、十本刀や由美ですらその存在を知らなかった、まさしく秘剣となる技。
本編では剣心の天翔龍閃の二撃目が先に炸裂したため不発に終わったが、原作完結後に発表された志々雄を主人公とする外伝『炎を統べる -るろうに剣心・裏幕-』やPS2用ゲーム『るろうに剣心 -明治剣客浪漫譚- 炎上!京都輪廻』にて技の全容が明らかとなった。この技で斬られた相手は斬撃と共に巨大な炎の渦に巻き上げられ燃え尽きる。
『炎を統べる -るろうに剣心・裏幕-』では「火產靈神」の表記。本来なら、剣心との最終決戦まで誰も見たことのなかった秘剣という設定であったが、本編では不発に終わったので、ファンサービスの意図もあり使用させたという。
「剣心再筆」では鞘に巻いた（火薬が染み込んである）黒革をすべて引きちぎって使用する。
実写映画版では使用していない。

## キャスト
声優
- 池田政典（テレビアニメ第1作）
- 古川慎（テレビアニメ第2作）

俳優
- 藤原竜也（実写映画版）
- 黒羽麻璃央（ミュージカル版）